# Афродисія
Афродисія — невелике давньогрецьке елліністичне місто в історичному культурному регіоні Карія у західній Анатолії, Туреччина. Розташоване поблизу сучасного містечка Гейре, приблизно за 130 км на схід від узбережжя Егейського моря.
Афродисія була названа на честь Афродіти, грецької богині кохання, яка мала тут свій унікальний культовий образ — Афродита Афродисію. Згідно з Судою, візантійською енциклопедичною збіркою, до того, як місто стало відомим як Афродисія (ІІІ ст. до Р.Х.), воно мало три попередні назви: Lelégōn Pólis (Λελέγων πόλις, «Місто Лелегів»), Megálē Pólis ( Μεγάλη Πόλις, «Велике місто») та Ninóē (Νινόη).
Десь до 640 року, в період пізньої античності, коли воно було у складі Візантійської імперії, місто було перейменовано на Ставрополіс (Σταυρούπολις, «Місто хреста»).
В 2017 році місто було внесене до списку Світової спадщини ЮНЕСКО.

## Історія
Афродисія була метрополією (столицею провінції) регіону та римської провінції Карія.
Білий і блакитно-сірий карійський мармур, що використовувався для оздоблення фасадів споруд та вирізьблення скульптур в великих кількостях видобували в пагорбах неподалік Афродисії у елліністичний та римський періоди. Залишки античних мармурових кар'єрів можна побачити неподалік міста дотепер. Мармурові скульптури та скульптори з Афродисії ,були досить відомими в римському світі. Багато зразків чудових скульптур було виявлено в самій Афродисії, а деякі зображення Афродіти з Афродисії були виявлені в інших частинах римського світу, аж до Пакс Юлія в Лузитанії (Португалія).
Місто, відоме своїми школами скульптури, а також філософії, залишалось центром язичницьких культів принаймні до кінця V століття. Наступ християнства і зменшення кількості паломників призвели до поступового знелюднення міста. Землетрус на початку VII століття призвів до остаточного занепаду, після чого місто і вже ніколи не відновило свого колишнього розквіту, зменшившись до невеличкого середньовічного укріпленого поселення на місці античного театру. Приблизно в той же час місто було перейменоване у Ставрополіс (грец. Σταυροῡπολις, «місто Хреста»), щоб остаточно усунути натяки на язичницькі культи. У VIII столітті місто було відоме як Карія - за назвою регіону, що згодом породило сучасну турецьку назву - Гейре. У візантійські часи місто було резиденцією фіскальної адміністративної одиниці (dioikesis).
Місто було розграбоване під час повстання Теодора Манкафаса в 1188 році, а потім тюрками-сельджуками в 1197 році. Остаточно підпало під контроль османів наприкінці 13 століття.